# Bezprym
 (septembre 2021).
Bezprym (né en 986 ou 987, mort au printemps 1032), fils aîné de Boleslas Ier de Pologne et de sa seconde épouse Judith de Hongrie.

## Biographie
Vers l’an 1000, son père le déchoit de ses droits de succession, au profit de son frère Mieszko II de Pologne, fils de sa troisième épouse Emnilda de Lusace. Bezprym est éloigné de la cour et envoyé au monastère de Pereum, près de Ravenne.

### Conflit contre Mieszko
Il ne rentre en Pologne qu'après le décès de son père, en 1025, pour revendiquer le trône. Conrad II le Salique, qui a des problèmes avec la Bourgogne, la Lotharingie et la Hongrie (alliés de Mieszko II), au sujet de la succession en Bavière, complote avec Bezprym et Otto contre leur frère Mieszko II. En 1026, le complot est découvert et Bezprym doit s’exiler dans la Rus' de Kiev.
Il s'allie avec le Saint-Empire et la Rus' qui sont en guerre depuis 1028 avec la Pologne dirigée par Mieszko. En septembre 1031, prétextant que Bezprym est le souverain légitime, le Saint-Empire et la Rus de Kiev lancent une offensive contre la Pologne alors que simultanément se déclenche une rébellion païenne suscitée par Bezprym. Mieszko II se réfugie en Bohême tandis que Bezprym monte sur le trône. Il reconnaît la suzeraineté de l’empereur Conrad II mais doit faire face à un vaste mouvement d’opposition des magnats contre lui. La Pologne redevient un duché et Bezprym envoie Richeza (Ryksa), femme de Mieszko et cousine de Conrad II, rapporter les insignes de la royauté à l’empereur.

### Fin de vie
Le règne de Bezprym est de courte durée. Il est assassiné au printemps de 1032. Son extrême cruauté a sans doute créé sa propre perte. Selon le chroniqueur Hildesheim, il est assassiné par ses propres hommes, mais ses demi-frères sont probablement les instigateurs du complot. Le lieu de sa sépulture est inconnu.
Après sa mort, le pays est réparti entre Mieszko II, Otto et leur cousin Dytryk (en). Pendant près d'un siècle, la Pologne perd le statut de royaume.

## Sources
- The New Cambridge Medieval History: Volume 3, page 527 - Rosamond McKitterick, Timothy Reuter - 1999.
- Historical Dictionary of Poland, 966-1945, page 38 - Halina Lerski - 1996.